# Canton de Laval-2
Le canton de Laval-2 est une circonscription électorale française du département de la Mayenne.

## Histoire
Un nouveau découpage territorial de la Mayenne entre en vigueur à l'occasion des élections départementales de 2015. Il est défini par le décret du 21 février 2014, en application des lois du 17 mai 2013 (loi organique 2013-402 et loi 2013-403). Les conseillers départementaux sont, à compter de ces élections, élus au scrutin majoritaire binominal mixte. Les électeurs de chaque canton élisent au Conseil départemental, nouvelle appellation du Conseil général, deux membres de sexe différent, qui se présentent en binôme de candidats. Les conseillers départementaux sont élus pour 6 ans au scrutin binominal majoritaire à deux tours, l'accès au second tour nécessitant 12,5 % des inscrits au 1er tour. En outre la totalité des conseillers départementaux est renouvelée. Ce nouveau mode de scrutin nécessite un redécoupage des cantons dont le nombre est divisé par deux avec arrondi à l'unité impaire supérieure si ce nombre n'est pas entier impair, assorti de conditions de seuils minimaux. Dans la Mayenne, le nombre de cantons passe ainsi de 32 à 17.
Le canton de Laval-2 est formé d'une fraction de la commune de Laval. Il est entièrement inclus dans l'arrondissement de Laval. Le bureau centralisateur est situé à Laval.

## Représentation
| Période élective | Période élective | Mandat | Mandat   | Identité                    | Nuance | Nuance | Qualité                                                |
| ---------------- | ---------------- | ------ | -------- | --------------------------- | ------ | ------ | ------------------------------------------------------ |
| 2015             | 2021             | 2015   | 2021     | Alexandre Lanoë             |        | DVD    | Juriste, membre d'Agir                                 |
| 2015             | 2021             | 2015   | 2021     | Béatrice Mottier            |        | LREM   | Conseil en communication                               |
| 2021             | 2028             | 2021   | en cours | Marie-Laure Le Mée Clavreul |        | DVG    | Professeure-documentaliste, adjointe au maire de Laval |
| 2021             | 2028             | 2021   | en cours | Antoine Leroyer             |        | EELV   | Éducateur spécialisé, Laval                            |

### Résultats détaillés

#### Élections de mars 2015
À l'issue du 1er tour des élections départementales de 2015, deux binômes sont en ballottage : Alexandre Lanoë et Béatrice Mottier (Union de la Droite, 40,79 %) et Gisèle Chauveau et Claude Gourvil (Union de la Gauche, 36,77 %). Le taux de participation est de 51,54 % (5 546 votants sur 10 761 inscrits) contre 50,77 % au niveau départemental et 50,17 % au niveau national.
Au second tour, Alexandre Lanoë et Béatrice Mottier (Union de la Droite) sont élus avec 53,34 % des suffrages exprimés et un taux de participation de 51,09 % (2 736 voix pour 5 498 votants et 10 761 inscrits).
Béatrice Mottier fait partie du groupe LREM au conseil départemental de la Mayenne.
Alexandra Lanoë a quitté LR et fait partie d'Agir, la droite constructive.

#### Élections de juin 2021
Le premier tour des élections départementales de 2021 est marqué par un très faible taux de participation (33,26 % au niveau national). Dans le canton de Laval-2, ce taux de participation est de 35,83 % (3 788 votants sur 10 571 inscrits) contre 32,1 % au niveau départemental. À l'issue de ce premier tour, deux binômes sont en ballottage : Marie-Laure Le Mee Clavreul et Antoine Leroyer (DVG, 47,14 %) et Pierrick Guesne et Stéphanie Hibon-Arthuis (DVD, 33,37 %).
Le second tour des élections est marqué une nouvelle fois par une abstention massive équivalente au premier tour. Les taux de participation sont de 34,36 % au niveau national, 32,97 % dans le département et 38,79 % dans le canton de Laval-2. Marie-Laure Le Mee Clavreul et Antoine Leroyer (DVG) sont élus avec 53,1 % des suffrages exprimés (2 084 voix pour 4 101 votants et 10 571 inscrits),,.

## Composition
| Nom                           | Code Insee | Intercommunalité       | Superficie (km2) | Population (dernière pop. légale)                | Densité (hab./km2) | Modifier                                    |
| ----------------------------- | ---------- | ---------------------- | ---------------- | ------------------------------------------------ | ------------------ | ------------------------------------------- |
| Laval (bureau centralisateur) | 53130      | CA Laval Agglomération | 34,22            | Fraction : 16 322 (2022) Commune : 49 474 (2022) | 1 446              | modifier les données · modifier les données |
| Canton de Laval-2             | 5311       |                        |                  | 16 322 (2022)                                    |                    | modifier les données                        |

Le canton de Laval-2 comprend la partie de la commune de Laval située à l'ouest et au nord d'une ligne définie par l'axe des voies et limites suivantes : depuis la limite territoriale de la commune de Saint-Berthevin, rue de Bretagne, rue du Général-de-Gaulle, place du 11-Novembre, rue de Verdun, cours de la Mayenne, pont Aristide-Briand, rue de la Paix, rue de Paris, boulevard Félix-Grat, avenue Robert-Buron, rue de l'Alma, rue de Solférino, rue du Stade, avenue Pierre-de-Coubertin, rue Christian-d'Elva, place Georges-Macé, jusqu'à la limite territoriale de la commune de Changé.

## Démographie
En 2022, le canton comptait 16 322 habitants, en évolution de −0,46 % par rapport à 2016 (Mayenne : −0,73 %, France hors Mayotte : +2,11 %).
| 2013   | 2018   | 2022   |
| ------ | ------ | ------ |
| 16 507 | 16 156 | 16 322 |